# Teodoro Nguema Obiang Mangue
Teodoro Nguema Obiang Mangue, med smeknamnet Teodorín, född 25 juni 1968, är en ekvatorialguineansk politiker, sedan 2016 vice president i Ekvatorialguinea. Han är son till landets diktator Teodoro Obiang.

## Livsstil och korruption
Teodoro Nguema dömdes 2017 i sin frånvaro i en fransk domstol till tre års fängelse för bland annat förskingring, penningtvätt och korruption. Åtalet drevs av två NGO:er som bekämpar korruption, och rättegången påvisade en extrem livsstil, där han spenderade mer än 1 000 gånger sin årslön på sitt palats på en exklusiv adress i Paris. Byggnaden hade möbler till ett värde av 40 miljoner euro; bland annat fanns där ett dussin Fabergéägg och en skulptur av Auguste Rodin. Rättegången visade även att han ägde två Bugatti Veyron värda omkring en miljon euro styck, och sammanlagt 11 lyxbilar till ett värde av omkring 5 miljoner euro, däribland en Porsche Carrera, en Aston Martin och en Mercedes Maybach.
Han äger även två superyachter, M/Y Ice och M/Y Ebony Shine.